# Dicranomyia insignifica
Dicranomyia insignifica är en tvåvingeart som först beskrevs av Alexander 1912.  Dicranomyia insignifica ingår i släktet Dicranomyia och familjen småharkrankar. Inga underarter finns listade i Catalogue of Life.